# Унс Џабир
Унс Џабир (арап. أُنْس جابر; 28. август 1994) је туниска тенисерка.

## Каријера
Најбољи пласман на ВТА ранг листи јој је друго место. У досадашњој каријери је освојила три турнира у појединачној конкуренцији. На гренд слем турнирима је стигла до финала на Вимблдону 2022. године. Прва је тенисерка из Африке која је играла у финалу неког гренд слем турнира. У финалу је поражена од Јелене Рибакине са 2:1 у сетовима.
У септембру 2022. године, пласирала се у своје друго узастопно гренд слем финале на Отвореном првенству САД. Поражена је у два сета од Иге Свјонтек из Пољске.

## Признања
Одликована је Великом медаљом националног ордена од стране председника Туниса Каиса Саида за њене изузетне спортске успехе.

## Финала гренд слем турнира (3)

### Појединачно (0:3)
| Исход  | Година | Турнир                 | Противница у финалу | Резултат      |
| Финале | 2022.  | Вимблдон               | Јелена Рибакина     | 6:3, 2:6, 2:6 |
| Финале | 2022   | Отворено првенство САД | Ига Свјонтек        | 2:6, 6:7(5)   |
| Финале | 2023.  | Вимблдон               | Маркета Вондроушова | 4:6, 4:6      |